# Sojuz TMA-4
La Sojuz TMA-4 è stata una missione diretta verso la Stazione spaziale internazionale.

## Equipaggio
| Ruolo               | Equipaggio al lancio                                  | Equipaggio all'atterraggio                            |
| ------------------- | ----------------------------------------------------- | ----------------------------------------------------- |
| Comandante          | Gennadij Padalka, Roscosmos Expedition 9 Secondo volo | Gennadij Padalka, Roscosmos Expedition 9 Secondo volo |
| Ingegnere di volo 1 | André Kuipers, ESA Primo volo                         | Edward Fincke, NASA Expedition 9 Primo volo           |
| Ingegnere di volo 2 | Edward Fincke, NASA Expedition 9 Primo volo           | Jurij Šargin, Roscosmos Primo volo                    |

### Equipaggio di riserva
| Ruolo               | Equipaggio                 | Equipaggio                 |
| ------------------- | -------------------------- | -------------------------- |
| Comandante          | Saližan Šaripov, Roscosmos | Saližan Šaripov, Roscosmos |
| Ingegnere di volo 1 | Gerhard Thiele, ESA        | Gerhard Thiele, ESA        |
| Ingegnere di volo 2 | Leroy Chiao, NASA          | Leroy Chiao, NASA          |

## Parametri della missione
- Perigeo: 200 km
- Apogeo: 252 km
- Inclinazione: 51,7°
- Periodo: 1 ora, 28 minuti e 42 secondi

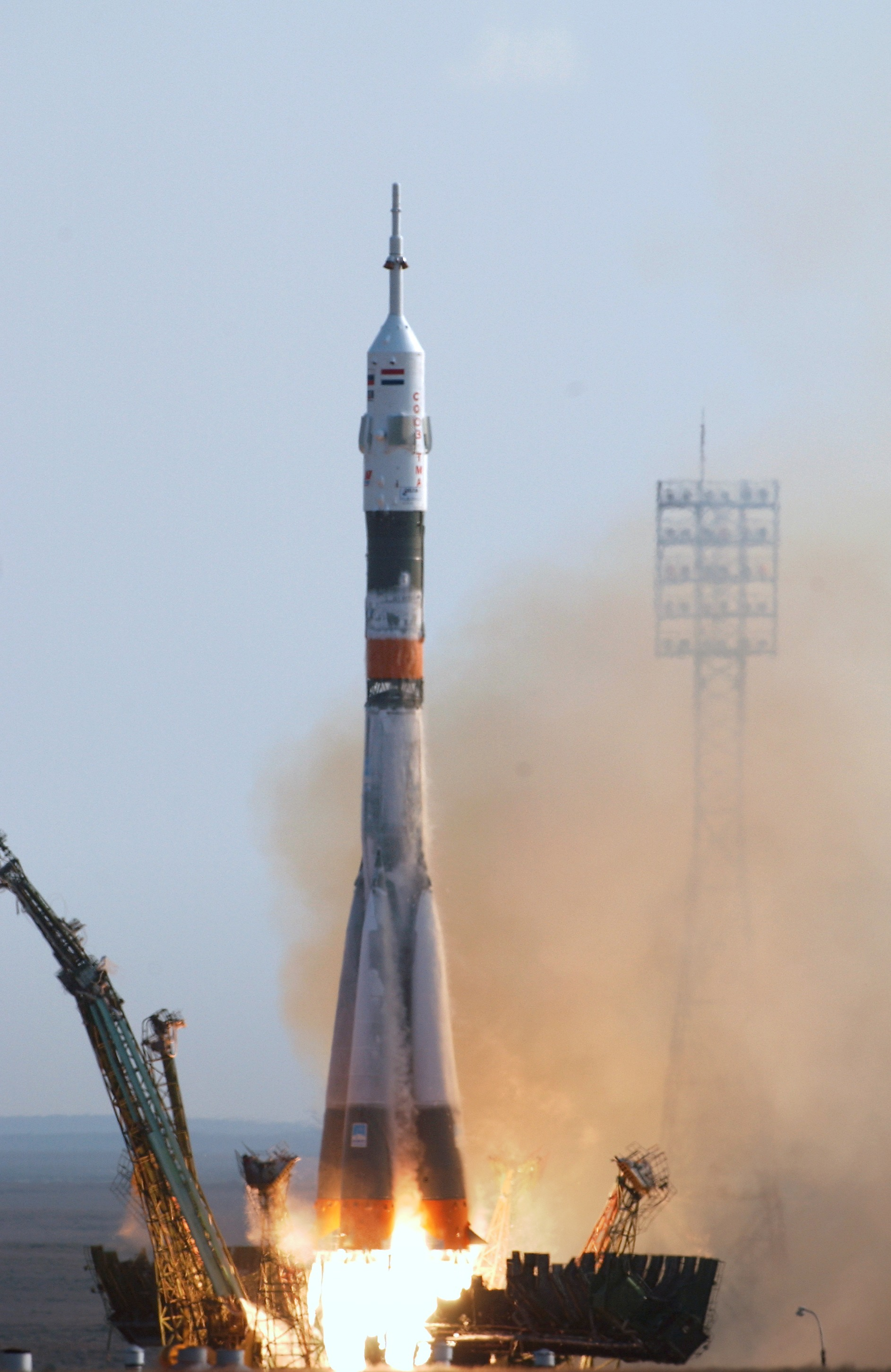
Lancio della Sojuz TMA-4